# Claude Naissant
Claude Naissant né à Dijon le 14 mars 1801 et mort à Nanteau-sur-Lunain le 19 septembre 1882 est un architecte français.

## Biographie
Claude Naissant entre en 1828 à l’École des beaux-arts de Paris où il a pour maître Jean-François-Julien Mesnager.
Architecte départemental de la Seine entre 1848 et 1866, il conçoit de nombreux édifices publics.
Naissant est le maître de l'architecte Gabriel-Joseph Maréchal (né en 1822).

## Réalisations
- Bourg-la-Reine : mairie-école, 1844.
- Charenton-le-Pont, église Saint-Pierre, 1857-1859.
- Châtenay-Malabry : école et salle d'asile des sœurs de Saint-Vincent de Paul, 1855.
- Châtillon : hôtel de ville, 1851.
- Clamart : agrandissement de la salle d'asile, 1860.
- Fontenay-aux-Roses :
  - cimetière, 1850 ;
  - mairie, 1860.
- Issy-les-Moulineaux : ancienne mairie , 1856-1857.
- Malakoff, église Notre-Dame de Malakoff, 1862-1868.
- Paris :
  - église Notre-Dame de la Gare, 1855-1859.
  - église Saint-Lambert de Vaugirard, 1853.
  - mairie du 14e arrondissement, 1852-1858, mairie de Montrouge avant 1860.
- Rosny-sous-Bois : église Sainte-Geneviève, 1857-1860.
- Sceaux :
  - ancienne mairie, 1843 ;
  - ancienne sous-préfecture, 1863-1865, mairie depuis 1887.

Réalisations de Claude Naissant
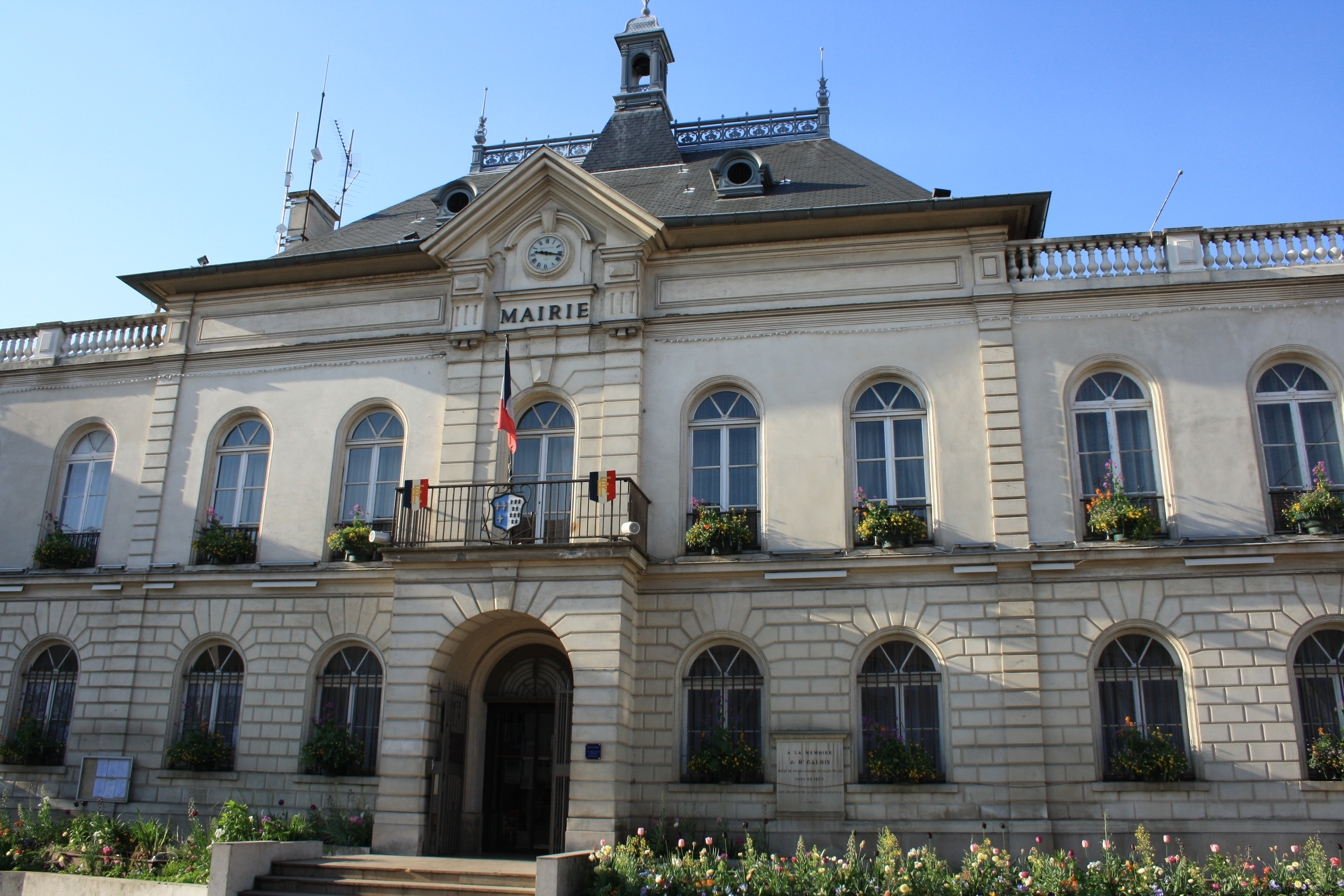
Mairie de Bourg-la-Reine (1844).
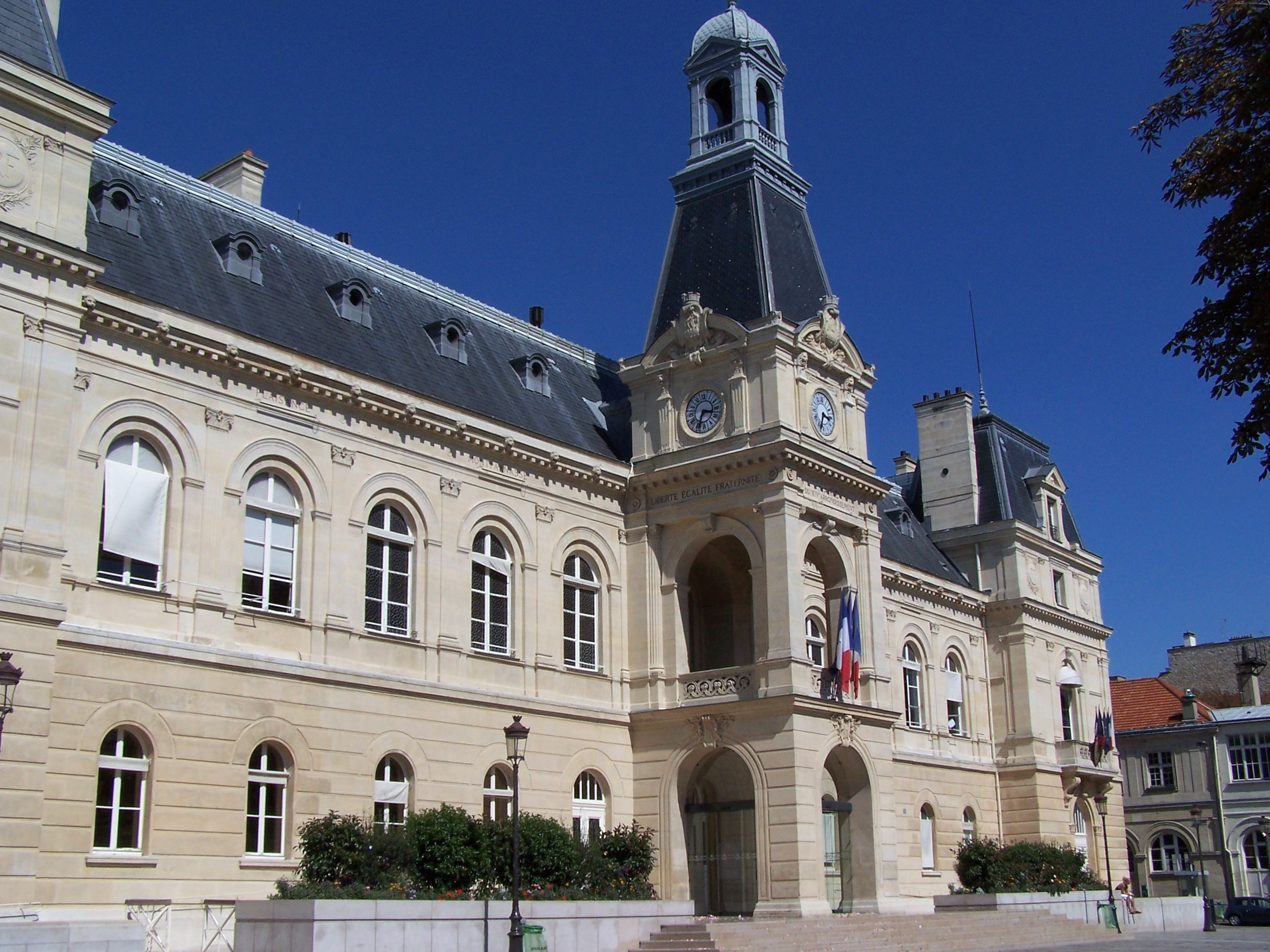
Mairie du 14e arrondissement de Paris (1852-1858).
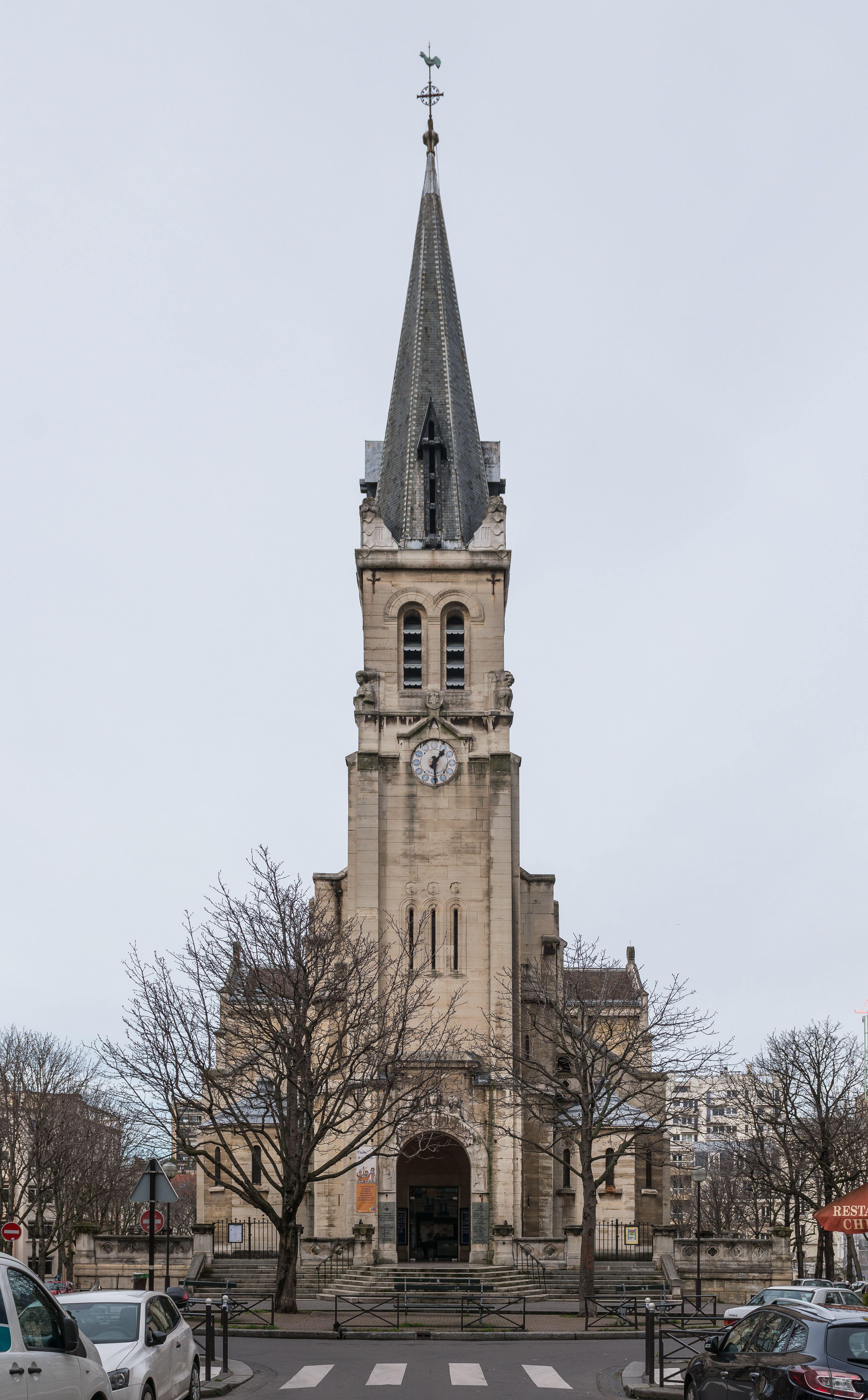
Église Saint-Lambert de Vaugirard (1853), Paris.
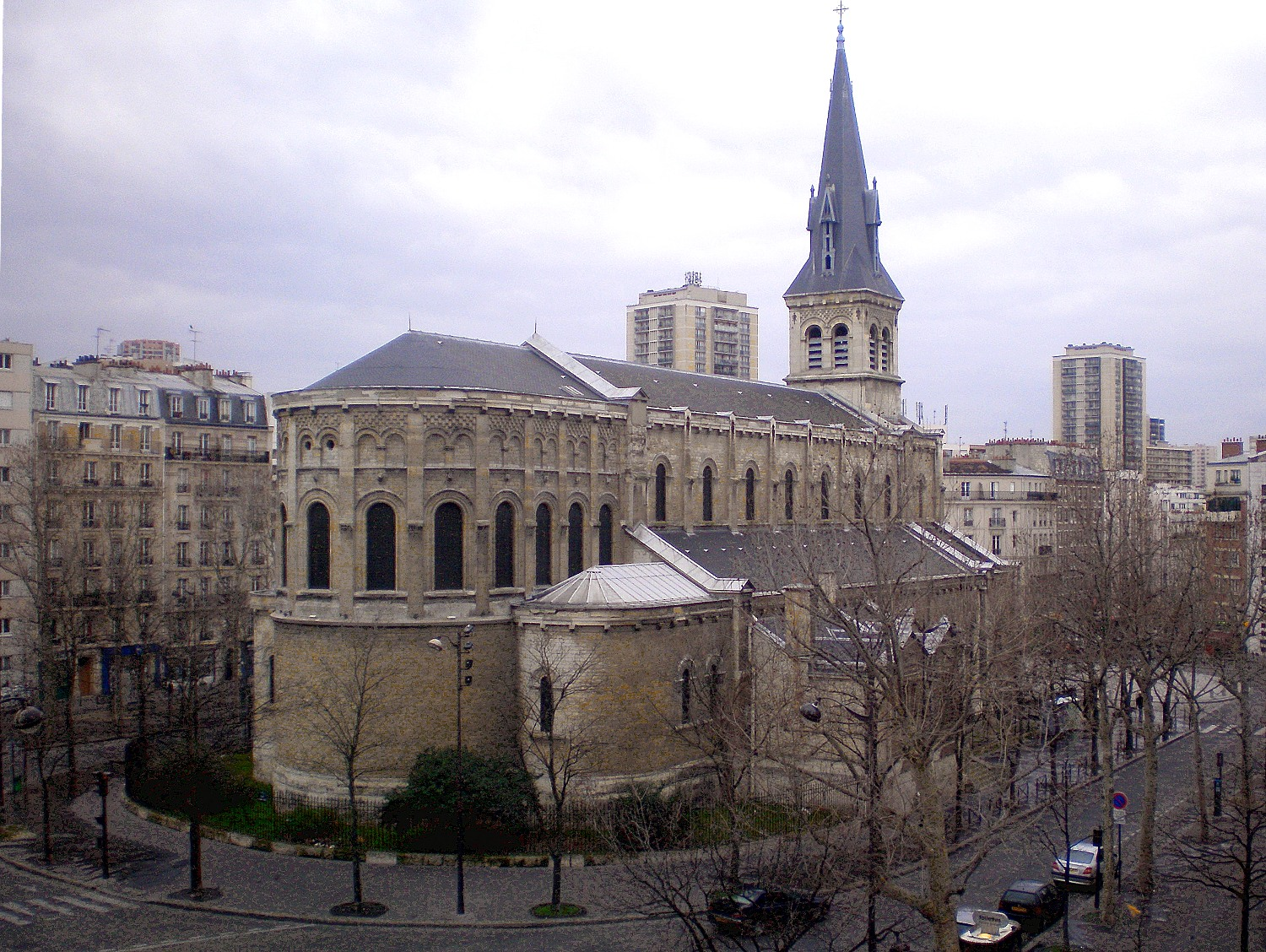
Église Notre-Dame de la Gare (1855-1859), Paris.
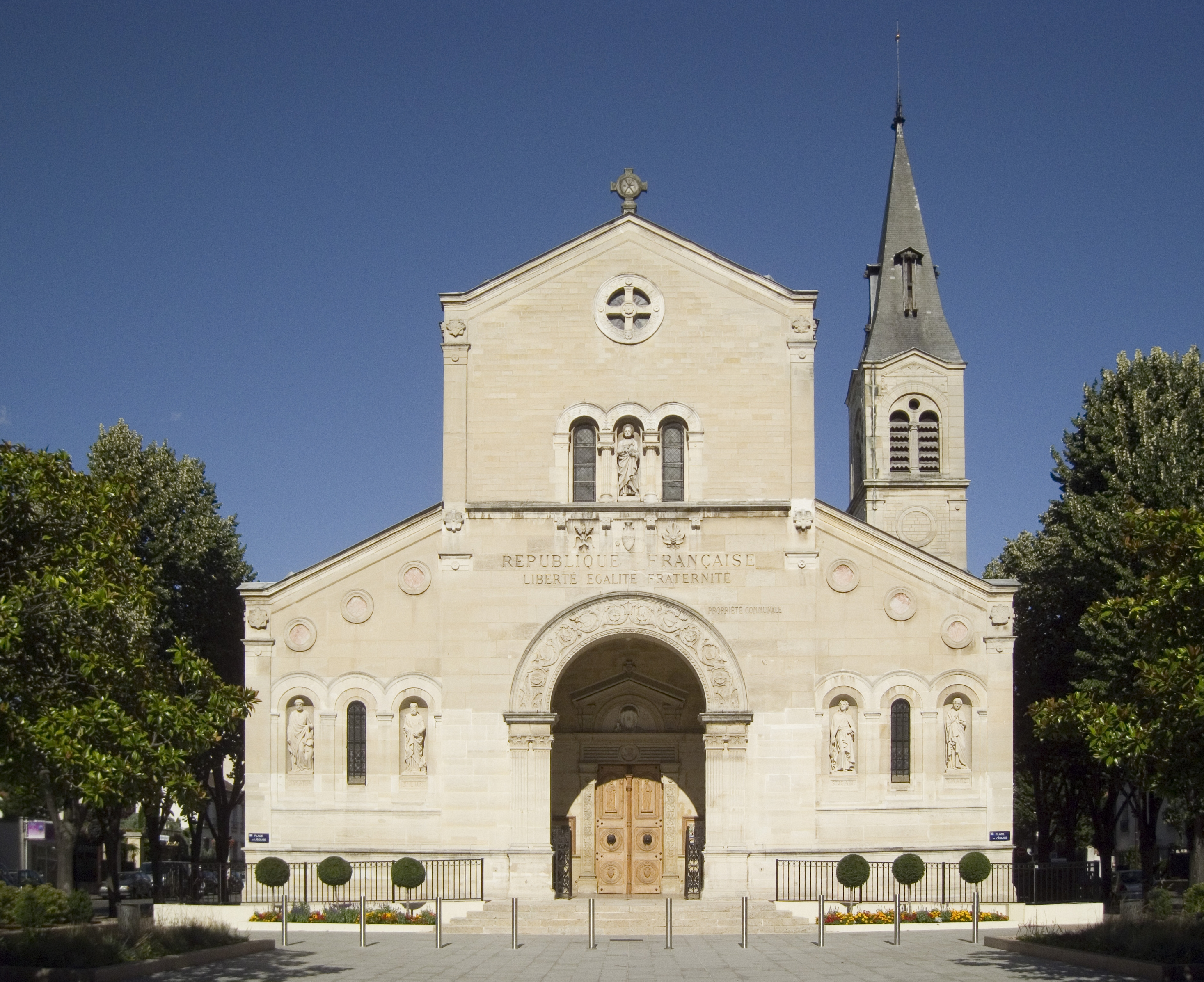
Église Saint-Pierre (1857-1859), Charenton-le-Pont.